# Spaniens fodboldlandshold
Spaniens fodboldlandshold er det nationale fodboldlandshold i Spanien, som administreres af Spaniens fodboldforbund (RFEF). Holdet har deltaget i 16 VM-slutspil og afvikler som udgangspunkt deres hjemmebanekampe på nationalstadionet, Santiago Bernabeu i Madrid. Holdet har vundet europamesterskabet  fire gange og verdensmesterskabet én gang

## Historie
Spaniens fodboldforbund blev stiftet i 1909 og blev optaget i FIFA i 1914. Allerede ved holdets første turnering nogensinde, OL i 1920 i Antwerpen, vandt man sølv. Også ved OL i 1924 og OL i 1928 deltog spanierne, dog uden at vinde medaljer. Landets første VM-deltagelse kom ved VM i 1934 i Italien, hvor man blev sendt ud i kvartfinalen.
Ved VM i 1950 i Brasilien var Spanien med i den afgørende finalepulje, men sluttede sidst og dermed på turneringens fjerdeplads, mens man ved holdets to følgende VM-slutrunder, 1962 i Chile og 1966 i England blev slået ud i det indledende gruppespil. Landets første EM-deltagelse nogensinde blev en stor succes, da landet tog titlen ved EM i 1964 på hjemmebane, efter finalesejr på 2-1 over de forsvarende mestre fra Sovjetunionen. 
Spanierne skulle frem til 1980'erne før landsholdet igen opnåede nævneværdig succes. Landet var værter for VM i 1982, hvor man nåede andet gruppespil, men lige netop ikke fik kvalificeret sig til semifinalen. Ved EM i 1984 i Frankrig fik spanierne via semifinalesejr over Danmark efter straffesparkskonkurrence spillet sig i finalen mod værtsnationen. Her måtte man dog se sig besejret 2-0.
Spanien tog deres anden guldmedalje ved en stor turnering ved OL i 1992 på hjemmebane i Barcelona, efter finalesejr over Polen. Samme år havde man dog misset kvalifikationen til EM i Sverige, hvilket til dags dato er seneste EM/VM-slutrunde uden spansk deltagelse. Ved både VM i 1994 og EM i 1996 blev det til nederlag i kvartfinalerne, ved sidstnævnte efter en tæt kamp mod værtsnationen England. Under VM i 1998 nåede holdet end ikke videre fra det indledende gruppespil, da man trods overkommelige modstand i form af Bulgarien, Paraguay og Nigeria kun formåede at besætte puljens tredjeplads.
Under EM i 2000 blev spanierne besejret i kvartfinalen af de senere vindere fra Frankrig, efter at holdets stjernespiller Raúl havde brændt et straffespark i kampens sidste sekunder. To år senere, ved VM i Sydkorea og Japan, blev kvartfinalen også endestationen, da man efter en kontroversiel kamp med flere tvivlsomme dommerkendelser blev besejret af de sydkoreanske værter. 
Store forventninger men skuffende resultater var efterhånden blevet en velkendt blanding for det spanske landshold, da holdet blev sendt ud i det indledende gruppespil ved EM i 2004, efter et bittert nederlag til nabolandet Portugal. Situationen blev ikke meget bedre under VM i 2006, hvor man trods gode præstationer i gruppespillet blev besejret i 1/8-finalen af turneringens senere sølvvindere fra Frankrig, anført af en storspillende Zinedine Zidane.

### EM 2008
Spanien fik omsider brudt forbandelsen omkring de dårlige slutrunderesultater, da man som en af turneringens favoritter deltog ved EM i 2008 i Østrig og Schweiz. Holdet var på dette tidspunkt bygget op omkring en base af Real Madrid- og FC Barcelona-stjerner som Iker Casillas, Sergio Ramos og Xavi, samt den daværende Liverpool F.C. angriber Fernando Torres. I det indledende gruppespil gjorde spanierne rent bord ved at besejre både Sverige, Rusland og de forsvarende mestre fra Grækenland.
Første kamp efter gruppespillet, der så ofte havde været endestationen for spanierne, blev denne gang en succes, da man efter et tæt og taktisk opgør fik besejret Italien efter straffesparkskonkurrence. Da turneringens overraskelse Rusland blev besejret i semifinalen var vejen banet for en finale mod Tyskland. Trods tyskernes større erfaring med finaler vandt spanierne kampen 1-0 på en scoring af Fernando Torres efter 33 minutter, og var dermed, 44 år efter man blev det første gang, igen europamestre. En anden spansk angriber, David Villa, blev samtidig turneringens topscorer, mens Xavi blev kåret til slutrundens bedste spiller.

### VM 2010
Spanierne gik som forsvarende europamestre, og bronzevindere fra det foregående års Confederations Cup ind til VM i 2010 i Sydafrika som en af favoritterne. Da man i åbningskampen blev besejret 1-0 af Schweiz var holdet dog presset, men undgik endnu en VM-fiasko ved at spille sig videre fra puljespillet via sejre over Honduras og Chile. Ottendedelsfinalen blev et opgør mod nabolandet Portugal, der blev besejret 1-0 på en scoring af David Villa midt i 2. halvleg.
I kvartfinalen mod overraskelsen Paraguay var man presset af sydamerikanerne, der blandt andet brændte et straffespark, men via endnu et sent sejrsmål af David Villa var holdet for første gang siden 1950 blandt de sidste fire i et VM. I semifinalen var modstanderen ligesom ved finalen ved EM i 2008 Tyskland, og for tredje gang i træk avancerede spanierne med en 1-0 sejr. Denne gang var målscoreren dog forsvarsstyrmanden Carles Puyol fra FC Barcelona, der sendte et hovedstød i mål efter 73 minutter.
Spaniens første VM-finale nogensinde stod mod et andet hold uden VM-titler, Holland. Kampen blev spillet den 11. juli i Johannesburg og blev en hårdt spillet affære med hele 12 gule og ét rødt kort. Kampen gik i forlænget spilletid efter en målløs ordinær tid, og da også første halvleg af den forlængede spilletid endnte uden mål lignede det for andet VM i træk en finale der skulle ud i straffesparkskonkurrence. Fire minutter før en sådan blev en realitet faldt afgørelsen dog, da FC Barcelona-stjernen Andrés Iniesta fik sparket det der blev finalens enlige scoring ind bag den hollandske målmand Maarten Stekelenburg. Spanierne kunne dermed kalde sig både regerende europa- og verdensmestre,

### EM 2012
Spanien genvandt EM-guldet ved EM i 2012 i Polen og Ukraine. I det indledende gruppespil var spanierne i pulje med Italien, Irland og Kroatien, og gik videre som gruppevinder efter to sejre og én uafgjort kamp. I kvartfinalen var spaniernes modstander Frankrig, der blev besejret 2-0 på to mål af midtbanegeneralen Xabi Alonso fra Real Madrid. 
I semifinalen skulle Spanien op mod Portugal, og kampen måtte ud i straffesparkskonkurrence, efter det ikke lykkedes nogen af de to hold at score i de første 120 minutter. Efter at Xabi Alonso havde brændt spaniernes første forsøg lykkedes det holdet at score på sine sidste fire. Dermed gik spanierne videre til finalen, da portugiserne samtidig brændte to spark. 
Finalen mod Italien blev en ensidig forestilling, som spanierne let vandt 4-0 på mål af David Silva, Jordi Alba, Fernando Torres og Juan Manuel Mata. 4-0 resultatet var den største sejr nogensinde i en EM-finale.

### VM 2014
Spanien kom ind til VM i 2014 som forsvarende mestre, og var ved slutrunden i Brasilien i pulje med Australien, Holland og Chile. I den første gruppekamp mod hollænderne blev Spanien ydmyget med hele 5-1, efter at have ført 1-0 på en straffesparksscoring. Da den anden kamp mod Chile også resulterede i et nederlag var Spaniens VM allerede forbi efter to kampe. Den sidste, reelt betydningsløse kamp mod Australien blev vundet med 3-0, men det ændrede ikke på, at spanierne for første gang i otte år måtte forlade en VM- eller EM-slutrunde uden guldmedaljerne.

## Sejre
| Trofæ | Antal | År                     |
| ----- | ----- | ---------------------- |
| VM    | 1     | 2010                   |
| EM    | 4     | 1964, 2008, 2012, 2024 |
| OL    | 1     | 1992                   |

- Tabende finalist ved EM i 1984.
- Tabende finalist ved OL i 1920 og OL i 2000

## Turneringsoversigt

### Europamesterskaberne
| År   | Værtsland         | Spaniens placering |
| ---- | ----------------- | ------------------ |
| 1960 | Frankrig          | Trak sig           |
| 1964 | Spanien           | Guld               |
| 1968 | Italien           | Ikke kvalificeret  |
| 1972 | Belgien           | Ikke kvalificeret  |
| 1976 | Jugoslavien       | Ikke kvalificeret  |
| 1980 | Italien           | Indledende runde   |
| 1984 | Frankrig          | Sølv               |
| 1988 | Vesttyskland      | Indledende runde   |
| 1992 | Sverige           | Ikke kvalificeret  |
| 1996 | England           | Kvartfinale        |
| 2000 | Belgien & Holland | Kvartfinale        |
| 2004 | Portugal          | Indledende runde   |
| 2008 | Østrig & Schweiz  | Guld               |
| 2012 | Polen & Ukraine   | Guld               |
| 2016 | Frankrig          | Ottendedelsfinaler |
| 2020 | EU                | Semifinaler        |
| 2024 | Tyskland          | Guld               |

### Verdensmesterskaberne
| År   | Værtsland        | Spaniens placering |
| ---- | ---------------- | ------------------ |
| 1930 | Uruguay          | Deltog ikke        |
| 1934 | Italien          | Kvartfinale        |
| 1938 | Frankrig         | Deltog ikke        |
| 1950 | Brasilien        | 4. plads           |
| 1954 | Schweiz          | Ikke kvalificeret  |
| 1958 | Sverige          | Ikke kvalificeret  |
| 1962 | Chile            | Indledende runde   |
| 1966 | England          | Indledende runde   |
| 1970 | Mexico           | Ikke kvalificeret  |
| 1974 | Vesttyskland     | Ikke kvalificeret  |
| 1978 | Argentina        | Indledende runde   |
| 1982 | Spanien          | 2. gruppespil      |
| 1986 | Mexico           | Kvartfinale        |
| 1990 | Italien          | 1/8-finale         |
| 1994 | USA              | Kvartfinale        |
| 1998 | Frankrig         | Indledende runde   |
| 2002 | Sydkorea & Japan | Kvartfinale        |
| 2006 | Tyskland         | 1/8-finale         |
| 2010 | Sydafrika        | Guld               |
| 2014 | Brasilien        | Indledende runde   |
| 2018 | Rusland          | 1/8-finale         |
| 2022 | Qatar            | 1/8-finale         |

### Olympiske lege
| År   | Værtsby                   | Spaniens placering     |
| ---- | ------------------------- | ---------------------- |
| 1896 | Athen, Grækenland         | Var ikke på programmet |
| 1900 | St. Louis, USA            | Deltog ikke            |
| 1904 | Paris, Frankrig           | Deltog ikke            |
| 1908 | London, Storbritannien    | Deltog ikke            |
| 1912 | Stockholm, Sverige        | Deltog ikke            |
| 1920 | Antwerpen, Belgien        | Sølv                   |
| 1924 | Paris, Frankrig           | Indledende runde       |
| 1928 | Amsterdam, Holland        | Kvartfinale            |
| 1932 | Los Angeles, USA          | Var ikke på programmet |
| 1936 | Berlin, Tyskland          | Deltog ikke            |
| 1948 | London, Storbritannien    | Ikke kvalificeret      |
| 1952 | Helsinki, Finland         | Ikke kvalificeret      |
| 1956 | Melbourne, Australien     | Ikke kvalificeret      |
| 1960 | Rom, Italien              | Ikke kvalificeret      |
| 1964 | Tokyo, Japan              | Ikke kvalificeret      |
| 1968 | Mexico City, Mexico       | Kvartfinale            |
| 1972 | München, Vesttyskland     | Ikke kvalificeret      |
| 1976 | Montreal, Canada          | Indledende runde       |
| 1980 | Moskva, Sovjetunionen     | Indledende runde       |
| 1984 | Los Angeles, USA          | Ikke kvalificeret      |
| 1988 | Seoul, Sydkorea           | Ikke kvalificeret      |
| 1992 | Barcelona, Spanien        | Guld                   |
| 1996 | Atlanta, USA              | Kvartfinale            |
| 2000 | Sydney, Australien        | Sølv                   |
| 2004 | Athen, Grækenland         | Ikke kvalificeret      |
| 2008 | Beijing, Kina             | Ikke kvalificeret      |
| 2012 | London, Storbritannien    | Indledende runde       |
| 2016 | Rio de Janeiro, Brasilien | Ikke kvalificeret      |
| 2020 | Tokyo, Japan              | Sølv                   |

### FIFA Confederations Cup
| År   | Værtsland        | Spaniens placering |
| ---- | ---------------- | ------------------ |
| 1992 | Saudi-Arabien    | Ikke kvalificeret  |
| 1995 | Saudi-Arabien    | Ikke kvalificeret  |
| 1997 | Saudi-Arabien    | Ikke kvalificeret  |
| 1999 | Mexico           | Ikke kvalificeret  |
| 2001 | Sydkorea & Japan | Ikke kvalificeret  |
| 2003 | Frankrig         | Ikke kvalificeret  |
| 2005 | Tyskland         | Ikke kvalificeret  |
| 2009 | Sydafrika        | Bronze             |

## Aktuel trup
Følgende spillere blev indkaldt til Venskabskampe mod Colombia og Brasilien den 22 og 26 marts 2024.
Antal kampe og mål er opdateret pr. 22. marts 2024 efter kampen mod Colombia.